# غارتگران (مجموعه تلویزیونی)
غارتگران نام یک مجموعه تلویزیونی است که در سال ۱۳۵۶ و به کارگردانی محمد متوسلانی ساخته شد و پخش آن از بهار ۱۳۵۷ در تلویزیون ملی ایران آغاز گردید.

## خلاصه داستان
«عمرخان» سردستهٔ اشرار و راهزنان منطقه سیستان و بلوچستان است که با حمایت انگلیسی‌ها، دست به قتل و غارت و ایجاد ناامنی و تخریب پاسگاه‌های قشونی می‌زند. کشتار افراد قشون و قتل‌عام مردم دهکده‌ای که علیه عمرخان در مقام همکاری با قشون برآمدند، «سرتیپ سالار» فرمانده تیپ آن منطقه را که مأمور سرکوبی غارتگران است، به طرح نقشه‌هایی حساب شده وامی‌دارد که در اجرای آنها، بخاطر خیانت اطرافیان و زیرکی اشرار، با شکست روبرو می‌شود.
فعالیت قشون به جایی نمی‌رسد و سرتیپ سالار به تهران احضار و مؤاخذه می‌شود. در تالار، ضمن ملاقات‌ها و تبادل نظرهایی که بین سالار و نزدیکترین دوستش، «سرتیپ امجد» صورت می‌گیرد، نقشه‌ای حساس طرح می‌گردد که نفوذ به‌داخل اشرار و ایجاد تفرقه و عدم اعتماد بین راهزنان وتخریب و انهدام آن ناحیه، محتوا و محور اصلی آن است.
سرتیپ سالار جهت انجام این مأموریت خطرناک به چهار مرد شجاع و جنگی - چهار صاحب‌منصب از جان‌گذشته - می‌اندیشد که سرتیپ امجد، «یاور حسینقلی» برادرزاده خود را برای این مهم پیشنهاد می‌کند. افراد انتخاب می‌شوند و مأموریت خطیرشان نیز ابلاغ می‌گردد و درست هنگامی که شالودهٔ اجرای این مأموریت مهم پی‌ریزی می‌گردد، «عین‌الملک» عمویِ همسرِ یاور حسینقلی، فرماندهٔ گروه اعزامی، از ماجرا آگاه  می‌شود و چون سوداگریست که منافع خود را در سازش و همکاری با بیگانگان می‌داند، راز را برای «مستر ادوارد» انگلیسی بازگو می‌کند. با افشای این راز، حوادث غیرمنتظرهٔ دیگری رخ می‌دهد.

## بازیگران و عوامل تولید

### بازیگران
- آرام
- شهروز رامتین
- شیرین بختیاری
- توران مهرزاد
- عنایت‌الله بخشی
- جلال پیشوائیان
- بهزاد جوانبخش
- جهانگیر فروهر
- هوشنگ بهشتی
- احمد قدکچیان
- اکبر جنتی شیرازی
- یدی
- محمدعلی ورشوچی
- عباس محبوب
- معصومه تقی‌پور
- ذبیح‌الله ذبیح‌پور
- هایگاز استپانیان
- شهلا یوسفی
- سیامک اطلسی
- سروش خلیلی
- مینو ابریشمی
- رکسانا بردباری

### عوامل تولید
- کارگردان: محمد متوسلانی
- نویسنده: محمد متوسلانی بر اساس طرحی از سبکتکین سالور
- تدوین‌گر و تصویربردار: مازیار پرتو
- طراح دکور و لباس: ولی‌الله خاکدان
- موسیقی: شیدا قراچه‌داغی
- فرمت تصویر: ۱۶ میلیمتری
- محصول: تلویزیون ملی ایران (شبکه ۱)
- سال تولید: ۱۳۵۶
- سال پخش: بهار ۱۳۵۷